# Sirokány
Sirokány (németül: Allersgraben, horvátul: Širokanji) Bándol településrésze Ausztriában Burgenland tartományban a Felsőőri járásban.

## Fekvése
Rohonctól 10 km-re nyugatra a Kőszegi-hegység belsejében 370 m magasan fekszik. Bándolhoz tartozik.

## Története
1570-ben "Syroka" néven említik először. A Batthyány család birtokaként a szalónaki vár tartozéka volt. Lakói a 16. században települtek be, oláh szabadságjogokkal rendelkezett. A 19-20. században Füstheggyel együtt "Füsthegysirokány" néven képezett egy közigazgatási egységet, noha a két falu kilométerekre van egymástól. Füsthegy a Kőszegi-hegység egyik magaslatán, Sirokány pedig a hegy lábánál fekszik.
Vályi András szerint " ALLESZGRÁBEN. Német falu Vas Vármegyében, földes Ura Gróf Battyáni Uraság, lakosai katolikusok. Határja középszerű."
Fényes Elek szerint " Sirokány, Allersgráben, horvát falu, Vas vgyében, 114 kath. lak., sovány határral. F. u. gr. Batthyáni nemzetség. Ut. p. Szombathely."
Vas vármegye monográfiája szerint " Füsthegy-Sirokány kis falu 26 házzal és 185 horvátajkú lakossal, akik valamennyien r. kath. vallásúak. Postája és távírója Szalonak. Földesura a Batthyány-család volt."
1910-ben Füstheggyel együtt 181, túlnyomórészt horvát lakosa volt. A trianoni békeszerződésig Vas vármegye Kőszegi járásához tartozott. 1921-ben Ausztria Burgenland tartományának része lett. 1971-ben közigazgatásilag Bándolhoz csatolták.

## Külső hivatkozások
- Sirokány a dél-burgenlandi települések honlapján